# 措霍格拉本河
49°07′02″N 10°40′59″E / 49.11711°N 10.68293°E
措霍格拉本河（德語：Zochagraben）是德國的河流，位於該國東南部，由巴伐利亞負責管轄，屬於漢巴赫河的右支流，河道全長1.1公里，流域面積1.6平方公里，流經魏森堡-貢岑豪森縣。